# Ціньчжоу
Ціньчжоу (спрощ.: 钦州; піньїнь: Qīnzhōu) — міський округ в Гуансі-Чжуанському автономному районі КНР.

## Адміністративний поділ
Міський округ поділяється на 2 райони та 2 повіти:
| Карта                          | Карта    | Карта    | Карта            | Карта |
| ------------------------------ | -------- | -------- | ---------------- | ----- |
| Ціньнань Ціньбей Ліншань Пубей |          |          |                  |       |
| Статус                         | Назва    | Оригінал | Населення (2020) |       |
| Район                          | Ціньбей  | 钦北区   | 720 442          |       |
| Район                          | Ціньнань | 钦南区   | 679 692          |       |
| Повіт                          | Ліншань  | 灵山县   | 1 218 140        |       |
| Повіт                          | Пубей    | 浦北县   | 683 964          |       |

## Клімат
Місто знаходиться у зоні, котра характеризується вологим субтропічним кліматом. Найтепліший місяць — червень із середньою температурою 27.8 °C (82 °F). Найхолодніший місяць — січень, із середньою температурою 13.9 °С (57 °F).
| Клімат Ціньчжоу         | Клімат Ціньчжоу | Клімат Ціньчжоу | Клімат Ціньчжоу | Клімат Ціньчжоу | Клімат Ціньчжоу | Клімат Ціньчжоу | Клімат Ціньчжоу | Клімат Ціньчжоу | Клімат Ціньчжоу | Клімат Ціньчжоу | Клімат Ціньчжоу | Клімат Ціньчжоу | Клімат Ціньчжоу |
| Показник                | Січ.            | Лют.            | Бер.            | Квіт.           | Трав.           | Черв.           | Лип.            | Серп.           | Вер.            | Жовт.           | Лист.           | Груд.           | Рік             |
| Середній максимум, °C   | 17              | 18              | 21              | 25              | 29              | 31              | 31              | 31              | 31              | 28              | 24              | 20              | 25              |
| Середня температура, °C | 14              | 14              | 18              | 22              | 26              | 28              | 28              | 28              | 27              | 24              | 20              | 16              | 22              |
| Середній мінімум, °C    | 10              | 11              | 15              | 19              | 23              | 25              | 25              | 25              | 24              | 20              | 15              | 11              | 18              |
| Норма опадів, мм        | 44              | 54              | 67              | 133             | 220             | 350             | 404             | 421             | 214             | 114             | 51              | 29              | 2101            |
| ----------------------- | --------------- | --------------- | --------------- | --------------- | --------------- | --------------- | --------------- | --------------- | --------------- | --------------- | --------------- | --------------- | --------------- |
| Джерело: Weatherbase    |                 |                 |                 |                 |                 |                 |                 |                 |                 |                 |                 |                 |                 |